# Kolteckning

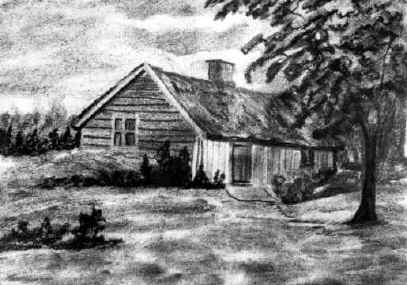
Torpstuga, Risinge socken, Östergötland, efter kolteckning av Pehr Hörberg (1746-1816). Ur boken Skogstorpens historia. Till minne och hedrande av gången tids skogsbebyggelse och odlarmöda.

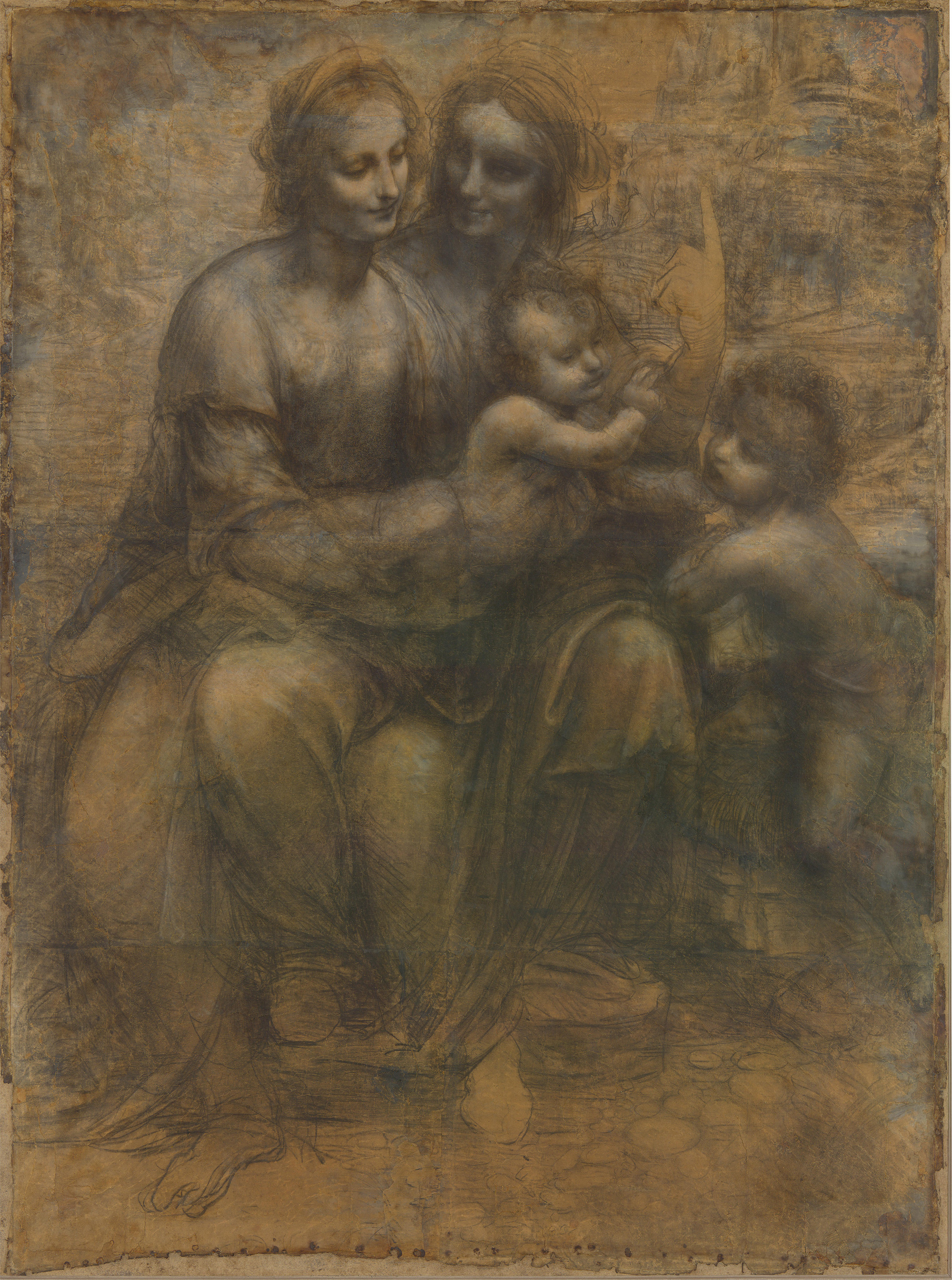
"Anna själv tredje" av Leonardo da Vinci i kol och svartvit krita på åtta hoplimmade ark, format 141,5 x 104,6 cm, utförd omkring 1499-1500. National Gallery. Motivet visar Jungfru Marias moder Anna tillsammans med Maria och Jesusbarnet.
Möjligen utgjorde den en skiss till "Anna själv tredje", målning av Leonardo da Vinci från cirka 1510 i Louvren.

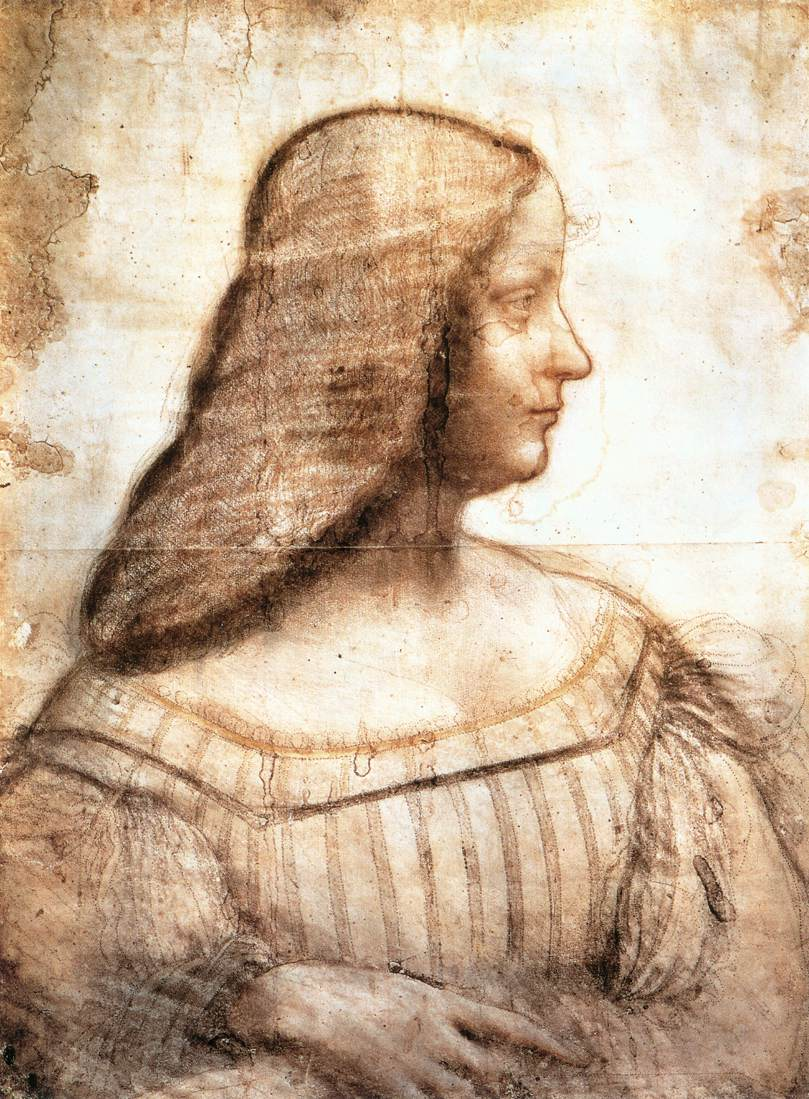
Studie för porträttet av Isabella d'Este av Leonardo da Vinci (1452-1519). Kolteckning med svart och röd krita och gul pastellkrita på papper, 63 x 46 cm, omkring år 1500. Louvremuseet, Paris.

Kolteckning är en teckning utförd med träkol eller syntetiskt kol, ett så kallat teckningskol.

## Material
Teckning med teckningskol, träkol eller ritkol, används särskilt för skisser till mer beständiga konstverk. En kolteckning måste fixeras med till exempel hartshaltig vätska för att bevaras. Ritkolet tillverkas av grenar, vanligtvis av pil, som bränns i ugn. Teckningskolet är ofta bränt från de bästa pilträden från videsläktet. Kol förekommer även pressat till stiftpennor eller kolpennor. Stiften består då av kolpulver med tillsats av bindemedel.

## Teknik
Genom att variera tryck och vinkel på kolet kan konstnären modellera linjer med olika karaktär och toning sker genom att kolet dras ut med fingrarna. Kol spänner över hela området från djup svärta till ljusa gråtoner. Kolet är mjukt och färdiga kolteckningar sprutas med fixativ så att de inte smetar. För att återge sitt valda motiv så troget som möjligt behöver man träna sitt öga och sin hand. Kolteckningen ger stora möjligheter att återge inte bara form utan även volym. Att teckna mera komplicerade motiv som träd och växter kräver mera än olika enkla motiv som exempelvis frukter.
En teckning är en bild skapad med färgpenna, blyertspenna, teckningskol, träkol, tusch, krita eller med hjälp av en digital penna och ritplatta. Det kan även vara ett arbete utfört med bläck eller tusch och den är vanligen utförd på papper. Ett liknande arbete med till exempel bläck och akvarell är en så kallad lavering. En teckning kan också vara ett arbete i kombination av dessa tekniker.
En kolteckning kan vara stor eller liten, en hastig skiss eller mer genomarbetad. Bland dess varierande former finns till exempel en återgivning av något upplevt, en studie över ett senare helt eller delvis utfört arbete eller en förebild. Det kan även vara en oljeskiss, eller en sinopia, eller en illustration associerad till en text.

## Papper
Kolteckning kräver ett papper med gräng, det vill säga en pappersyta som river av kolet när man för det över papperet. Gräng kommer från franskans grain, som betyder sädeskorn, det vill säga kornighet eller ojämnhet och avser ytstruktur hos till exempel läder, målarduk, akvarell- och pastellpapper eller pannå. Det avrivna kolet fäster oftast dåligt mot papperet. För att bevaras måste därför skisser till mer beständiga kolteckningar med träkol eller syntetiskt kol fixeras med till exempel hartshaltig vätska.

## Fixering
Kolteckningen måste således fixeras med ett tunt lager lack för att inte lossna. Detta lack brukar kallas fixativ och sprejas med en fixerspruta över teckningens bak- eller framsida. Liksom kolteckningen är även pastellteckningen mycket känslig för beröring, och den färdiga pastellteckningen måste alltid glasas. För att förhindra oönskade effekter av beröring på pastellteckningen kan den färdiga tavlan sprayas med fixativ. Teckningskol, ritningskol och kolteckning heter på franska fusain.

## Varianter
I en kolteckning med kolkrita, liksom med rödkrita, kan konstnären arbeta både med distinkta linjer, som ger konturer och strukturer och med ytor tonade i olika valörer eller färgskiftningar. Konstnären kan inte minst modellera verkningar av ljus och skugga i mjuk övergång över ett ansikte. Detta spel mellan ljusare och mörkare partier skapar här samtidigt en verkan av mjukhet. Denna mjukhet tycks vara en egenskap av den som framställs i bilden. Konstnären kan utveckla allt utom de enskilda färgerna för den slutliga målningen i den tonade teckningen. Rödkritan består av ett matt eller ett glänsande mineral med brunröd färg och rött streck. Streckets färgton varierar mycket efter fyndorten och rödkritan kallas även järnrött, rödockra, nürnbergrött eller järnmönja. De eldröda ritstiften, rödkritstiften, formas av pulveriserad och uppslammad rödkrita tillsatt med bindemedel, ibland innefattade i trähölje. Ritstiften består vanligen inte av rödkrita, utan av cinnober, som numera är förbjudet på grund av sin giftighet. Men förr i tiden användes detta mineral i röd-orange som färgämne.
Kolteckningen har bra möjligheter att återge former och volym. I en teckning med pensel och ren tusch blir teckningen känsligare, spontanare och oftast mera uttrycksfull, men tekniken är svårare att bemästra än kolteckningen. I tuschlaveringen blir tuschet vattenutspätt och bilden får då nytt liv genom de oförutsedda reaktionerna mellan tuschet och det rena koncentrerade tuschets linjer. Då tuschet spädes ut får bilden oftast en ny dramatik. Inom måleriet är lavering en teknik för att täcka en yta jämnt och utan spår av penseldrag, med utspädd tusch eller transparent akvarellfärg. Det är oftast en linjeteckning som är basen för laveringen, som är mycket lik akvarellteknik. Tuschlaveringen kräver samma snabbhet, säkerhet och djärvhet för att få ett bra resultat.  

## Källa
- Nationalencyklopedin